# Bérbaltavár
Bérbaltavár község Vas vármegyében, a Vasvári járásban. Baltavár és Hegyhátkisbér egyesítésével jött létre 1935-ben.

## Fekvése
Bérbaltavár a Kemeneshát délkeleti csücskében, a Szent János-patak (más néven Kánya-patak) völgyében, a Vasvárt Zalabérrel összekötő 7361-es út mentén fekszik; utóbbiba itt torkollik bele a község déli részén, délnyugat felől, Pókaszepetk és Nagytilaj irányából a 7385-ös út, az északi falurészben pedig a 7384-es út ágazik ki belőle, észak-északkelet felé, Mikosszéplak irányába. Távolsága Szombathelytől 40, Zalaegerszegtől 25, Vasvártól 15 kilométer; mindhárom várossal közvetlen autóbuszjáratok kötik össze.

## Története
Hegyhát-Kisbér egy patak partján, Baltavár pedig a forgalmas középkori út, a 'Via-publica' út mentén alakult ki.

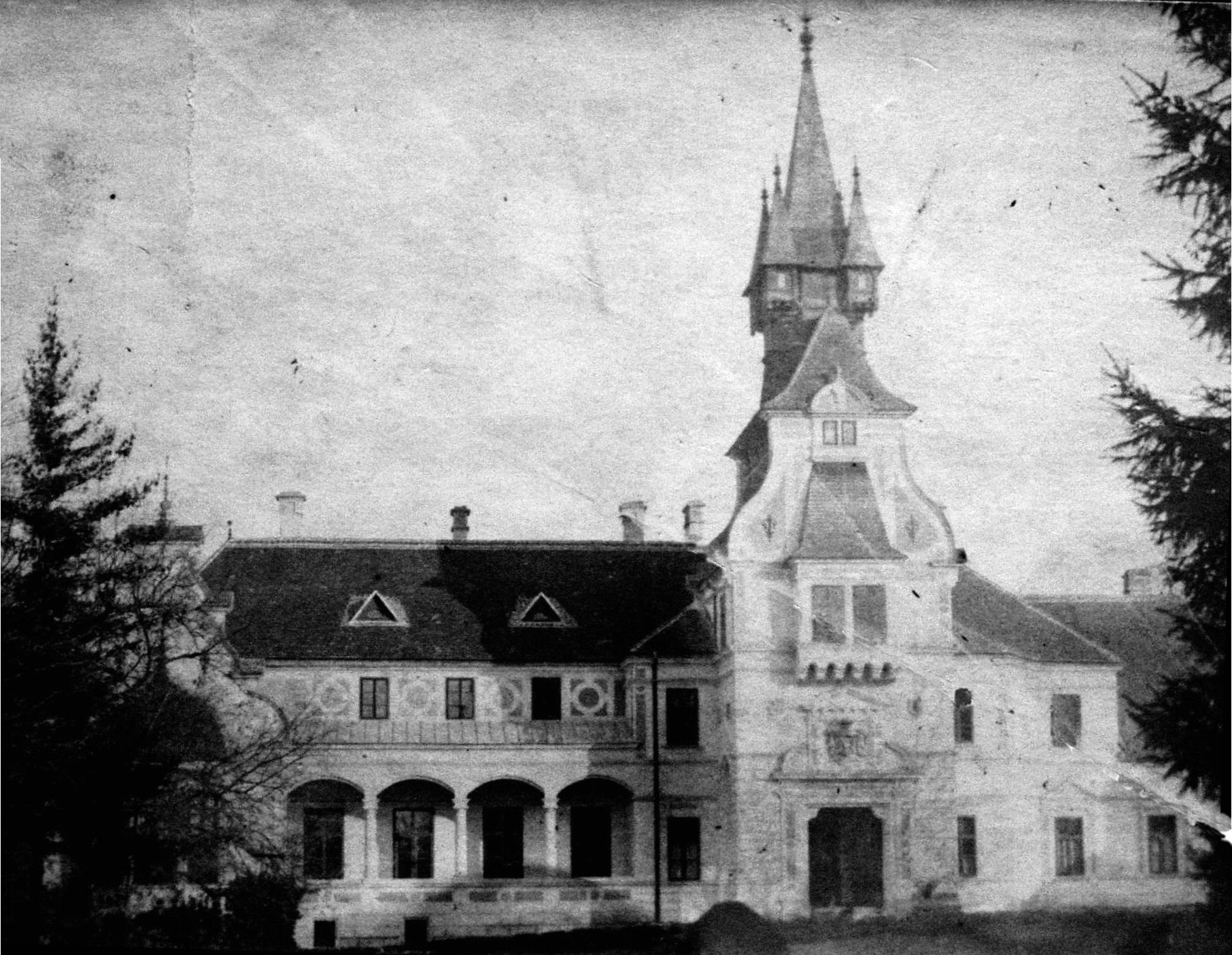
Az egykori bérbaltavári kastély

Mindkét alkotó település Árpád-kori eredetű. Byr helységet, amely a középkorban Töttös, Hegyes és Altal Byr néven szereplő három közeli településből alakult ki, egy XIII. század végi oklevél említi először.
Baltavár nevét a XV. században említette először oklevél. Ez a falu török időkben elpusztult Martonfa filiálisa volt. Martonfa emlékét ma csupán a baltavári temető és a körülötte álló pár ház őrzi, amit Martonkertnek hívnak.
Kisbér (Byr) az urairól, míg Baltavár az egykori palánkváráról kapta a nevét.
1911-ben megalakult a baltavári Úri Kaszinó, amelynek a helybelieken kívül szombathelyi, vasvári és zalaegerszegi urak is tagjai voltak.
Baltaváron csinos park közepén állt a Thurn-Taxis család szép, nagyszabású, tornyos kastélya, melynek alapépítménye a Festeticseké és azután a zalabéri Horváthoké volt, végső alakját 1888-ban nyerte el. A kastélyt 1911-ben elárverezték, néhány évvel később pedig lebontották.
1935-ben egyesült Baltavár és Hegyhátkisbér, és ettől fogva a Bérbaltavár nevet viselte. Ekkorra ugyanis a két település teljesen összeépült.

## Közélete

### Polgármesterei
- 1990–1994: Mészáros László (független)[3]
- 1994–1998: Mészáros László (független)[4]
- 1998–2002: Mészáros László (független)[5]
- 2002–2006: Varga Viktória (független)[6]
- 2006–2010: Varga Viktória (független)[7]
- 2010–2014: Mészáros László (Fidesz-KDNP)[8]
- 2014–2019: Németh Béla (független)[9]
- 2019–2024: Némethné Beczők Bernadett (független)[10]
- 2024– : Dremmel László (független)[1]

## Nevezetességei

### A falu templomai
1754-ben a régi templom helyén gróf Festetics József tábornok felépítette a ma is meglevő baltavári templomot, aki kegyúri joga révén a templom alatti kriptában nyugszik. Később ide temették fiát, gróf Festetics Pált, majd a zalabéri Horváth herceget és Thurn und Taxis Miksa Egon herceget is.
A baltavári templom 110 és 60 cm átmérőjű harangjait 1929-ben Seltenhofer Frigyes fiai öntötték, orgonáját 1760 körül építette egy ismeretlen mester, majd 1925 körül Kemenesi Sándor építette át.
Kisbér középkori eredetű (1373-ban épített) temploma a 20. század elejére tönkrement, ezért lebontották és a köveiből 1923-ban felépítették a mai helyén a kisbéri templomot.

### Ősrégészeti lelőhelyek
1856-ban a Budapest–Graz postaút építésekor a baltavári Kancsal-domb homokjából megkövült állatok csontjai kerültek elő. Vizsgálatok során kiderült, hogy a feltárt ősállatok 7-8 millió évvel ezelőtt éltek ezen területen.
Abban az időszakban a Földön globális klimatikus átrendeződés kezdődött meg. A trópusi őserdők területe visszaszorult, peremükön szavanna alakult ki. Baltavár ennek az átmeneti időszaknak a lelőhelye. Az alsó rétegek még a Pannon-tenger üledékeit, míg a felette lévő csonttartalmú homokrétegek már a környezetváltozás hatására létrejött új állatvilág maradványait tartalmazzák.
Egyes kutatók szerint a leletegyüttes annak köszönheti a gazdagságát, hogy az egykor erre hömpölygő Ős-Zala (Fluvius Schafarziki ponticus) 3-4 méteres vízesésének aljánál kialakult öbölben az elpusztult állatok csontjai koncentrálódtak.
A kutatások során több mint 30 gerincest, valamint 17 kagyló- és csigafajt azonosítottak.
A fontosabb leletek:
- kardfogú tigrisek
- hiénák
- kapafogú őselefántok
- orrszarvúak
- antilopok
- gazellák
- őszsiráfok
- háromujjú őslovak
- mamutok

A lelőhely presztízsét növeli, hogy több állatfaj maradványait itt találták meg először a világon (pl. Gazella baltavarensis).
1860 óta hat jelentős ásatás folyt ezen a területen. A legutóbbi kutatás 2000-ben és 2001-ben dr. Kordos László vezetésével zajlott.
A globális környezeti változások geológiai és biológiai megismerése által Baltavár neve a szakmai körökben már csaknem 150 éve jól ismert világszerte. A hazai nevezéktani gyakorlatban a miocén legfelső alemeletét (6,4-5,4 millió év) bérbaltaváriumnak nevezik.
A megtalált leletanyag zömében hazai és külföldi gyűjteményekbe került (Szombathely, Vasvár, Budapest, Bécs, London), vagyis a kis településen szinte semmi sem maradt belőle.
2005-ben civil kezdeményezéssel állandó kiállítást hoztak létre nem messze a világhírű lelőhelytől.
Itt különböző gyűjtőktől és múzeumoktól visszakapott darabok, valamint egy kardfogú tigris és egy kavicsemlős életnagyságú szobra tekinthető meg.

## Népesség
A település népességének változása:
| Lakosok száma | 558  | 541  | 531  | 461  | 491  | 480  | 482  |
|               | 2013 | 2014 | 2015 | 2021 | 2022 | 2023 | 2024 |

A 2011-es népszámlálás során a lakosok 74,1%-a magyarnak, 1,8% németnek, 6,6% cigánynak, 0,2% lengyelnek, 0,2% szlováknak mondta magát (25,6% nem nyilatkozott; a kettős identitások miatt a végösszeg nagyobb lehet 100%-nál). A vallási megoszlás a következő volt: római katolikus 59,2%, református 0,7%, evangélikus 0,2%, felekezet nélküli 4,8% (34,6% nem nyilatkozott).
2022-ben a lakosság 80,9%-a vallotta magát magyarnak, 10,6% cigánynak, 1,6% németnek, 0,2% románnak, 1% egyéb, nem hazai nemzetiségűnek (18,7% nem nyilatkozott; a kettős identitások miatt a végösszeg nagyobb lehet 100%-nál). Vallásuk szerint 57,4% volt római katolikus, 1,6% református, 0,2% evangélikus, 0,2% görög katolikus, 0,2% izraelita, 2% egyéb katolikus, 4,7% felekezeten kívüli (33,6% nem válaszolt).

### A lakosságszám és a vallási összetétel alakulása
1910: össz. 1506, 1471 r.k., 15 ev., 20 izr.,
1940: össz. 1410, 1370 r.k., 1 g.kel., 13 ev., 8 ref., 18 izr.,
1948: össz. 1365, 1355 r.k.,
1983: össz. 870
1990: össz. 692
2000: össz. 578, 517 r.k.,
2004: össz. 542
2008: össz. 524
(rövidítések: r.k.=római katolikus, ev.=evangélikus, ref.=református, g.kel.=görögkeleti, izr.=izraelita)

## Mezőgazdaság
Mária Terézia uralkodása idején a baltavári település földesura tolnai gróf Festetics Pál katonatiszt volt, a kisebb földeken pedig kisbirtokosok osztoztak. Kisbér már ekkor híres volt boráról, búzájáról.
A 19. század második felében herceg Thurn-Taxis Miksa Egon felvirágoztatta a falu mezőgazdaságát. A 3000 holdas birtokon intenzív gazdálkodás folyt, és a hercegi uradalom híres volt telivér és félvér lótenyésztéséről.
Baltavárról származik az Entz feketecseresznye (más néven Fekete baltavári cseresznye) és a Glocker óriás cseresznye. Utóbbi július közepétől érik; középnagyságú gyümölcse szép sárga, napos oldalán piros, ropogós húsú. Befőzésre is kiválóan alkalmas. Fája edzett, bőtermő.

## Híres emberek
- Valószínűleg itt született 1665 körül Béri Balogh Ádám kuruc brigadéros.
- Itt született 1949. május 4-én Nagy Gáspár költő, prózaíró, szerkesztő.
- Itt nyugszik tolnai gróf Festetics József vezérőrnagy-lovassági tábornok, híres hadvezér.